# Le Château de ma mère (Soest)
Le Château de ma mère is een gemeentelijk monument aan de Ossendamweg 4 in Soest in de Nederlandse provincie Utrecht. 
De daglonerswoning staat op de hoek met de Kastanjelaan en werd in 1920 gebouwd. Het schuurtje werd in 1962 gebouwd, de geschilderde naam is van meer recente datum. Om de woning loopt een gepleisterde plint, de  voorgevel is niet bepleisterd. De beide T-vensters in de voorgevel zijn voorzien van luiken. De deur bevindt zich in de rechter zijgevel.